# Joachim Goldberg

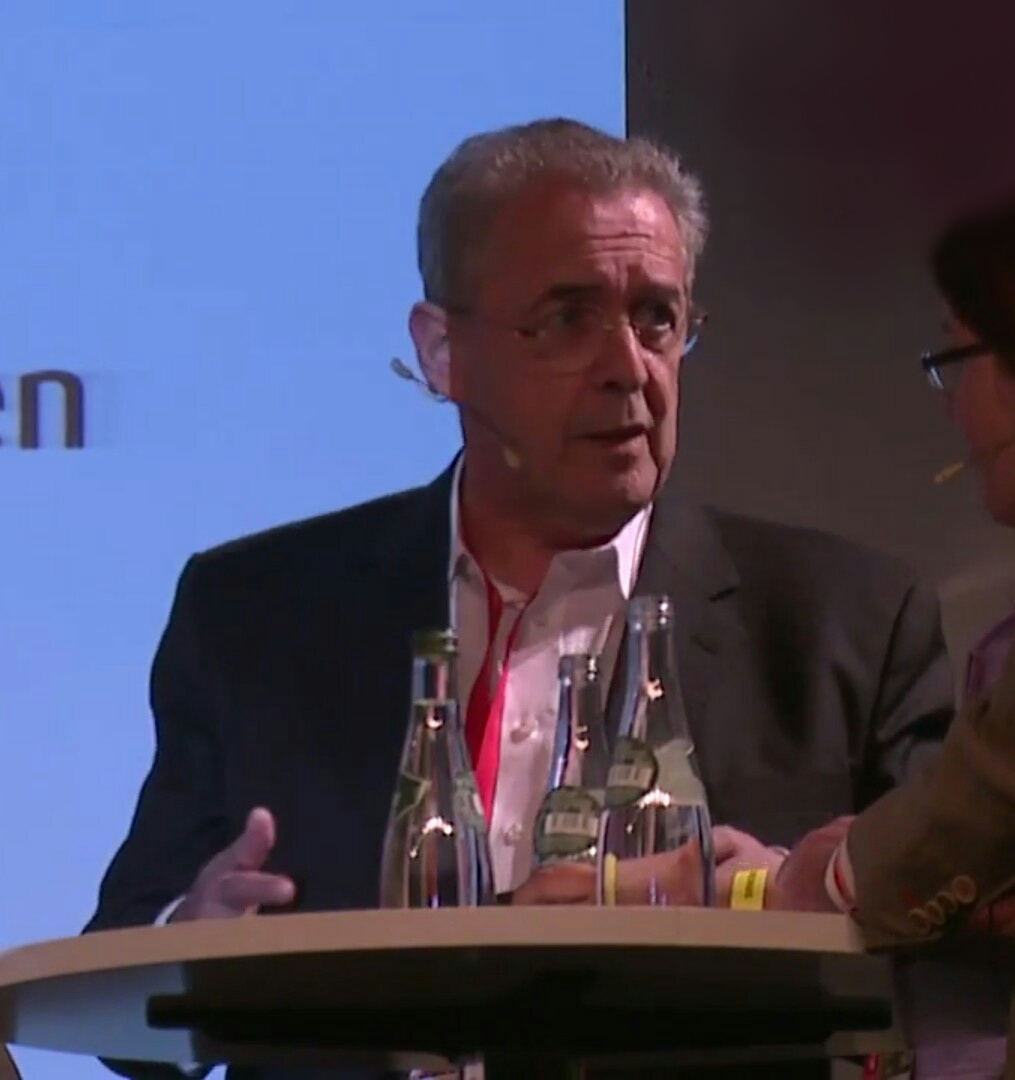
Joachim Goldberg (2014)

Joachim Goldberg (* 1956 in Freiburg im Breisgau) ist ein deutscher Finanzmarktanalyst und -autor.
Goldberg arbeitete nach einer Banklehre  25 Jahre bei der Deutschen Bank, u. a. als Devisenhändler, seit 1983 spezialisiert auf die damals in Deutschland noch relativ unbekannte technische Analyse. Da ihn die Erklärungsmuster der technischen Analyse nicht befriedigten, wandte er sich in der Folge der damals in Deutschland ebenfalls weithin unbekannten Behavioral Finance zu, von 1996 bis 2000 für die Deutsche Bank, ab 2000 in der von ihm mitbegründeten Gesellschaft Cognitrend. Erstmals in Deutschland startete Goldberg 1997 mit Erhebungen der Marktstimmung unter kurz- und mittelfristig orientierten Marktteilnehmern, seit 2002 in Zusammenarbeit mit der Börse Frankfurt.
Mit seinem mitverfassten Buch zur Behavioral Finance, das seit 1999 bereits in vierter Auflage erscheint und ins Englische, Japanische und Chinesische übersetzt wurde, und seinen wöchentlichen Fernsehauftritten bei n-tv, DAF sowie früher Bloomberg TV und CNBC Europe gilt Goldberg als bekanntester Experte zum Thema Behavioral Finance in Deutschland. Daneben schrieb er über mehrere Jahre eine monatliche Kolumne in der Börsen-Zeitung, schreibt Gastbeiträge für die Börsenzeitschrift Börse Online und hält Vorträge. Seit Mitte 2010 betreibt Goldberg mit „blognition.de“ einen Behavioral Finance/Economics Blog und ist dessen Hauptautor. Außerdem war er Mitautor des Kurses A Practical History of Financial Markets für die Edinburgh Business School, der mittlerweile auch für die Ausbildung zum Chartered Financial Analyst verwendet wird.